# Vallon de l'Orrenaye
Ne doit pas être confondu avec Val d'Oronaye.
Le vallon de l'Orrenaye, anciennement vallon de l'Oronaye, est une petite vallée de France située dans les Alpes-de-Haute-Provence, dans le massif de Chambeyron. La vallée a donné son nom à celui de la commune de Val d'Oronaye selon l'ancienne graphie.

## Géographie
La vallée mesure près de quatre kilomètres de longueur entre les cols de la Gipière de l'Orrenaye au nord-ouest et celui de Ruburent au sud-est, au nord-est de celui de Larche. Le torrent de l'Orrenaye traverse le vallon en formant deux petits lacs dont celui de l'Orrenaye. Elle est entourée sur son rebord nord-est par la tête de Platasse, la tête de Villadel, les aiguilles de l'Orrenaye, l'aiguille Jean Coste, la tête de Moïse, la tête de Feuillas ainsi que la tête de Vauclave et sur son rebord sud-ouest par la tête de Ruburent, la cime de Peyrassin, la pointe de la Signora, la tête des Blaves ainsi que le Bec du Lièvre.
Plusieurs sentiers de randonnée transitent par la vallée dont le GR 69 et les GRP Tour de Chambeyron, Tour de l'Oronaye, Circuit des Quatre Lacs et la Frontière Fortifiée.
La vallée s'est formée par le jeu de la faille du Ruburent et l'érosion qui s'est ensuivie.